# COSAFA Cup 2014
Der COSAFA Cup 2014 sollte vom 13. bis zum 28. September 2014 in Botswana stattfinden. Das Turnier wurde am 30. Juli 2014 aufgrund logistischer und finanzieller Probleme in Botswana abgesagt. Eine mögliche Austragung im November oder Dezember 2014 in einem anderen Land wurde überlegt. Das Turnier wurde schlussendlich am 2. September 2014 endgültig abgesagt.
14 Mannschaften aus dem südlichen Afrika sowie die ghanaische Fußballnationalmannschaft mit Gastrechten sollten um den Titel des „Meisters des südlichen Afrikas“ spielen.

## Vorrunde/Qualifikation
Die Komorische Fußballnationalmannschaft hatte auf ihren Startplatz verzichtet. Die Fußballnationalmannschaft von Réunion hatte aufgrund ihres Assoziierungsstatus keine Spielberechtigung.

## Teilnehmer
Die fünf Mannschaften mit der höchsten Position in der FIFA-Weltrangliste sowie Gastmannschaft Ghana sollten sich automatisch für die Viertelfinale-Phase qualifizieren. Die anderen Teilnehmer sollten in einer Gruppenphase, bestehend aus zwei Gruppen, antreten. Der jeweilige Gruppensieger wäre ebenfalls fürs Viertelfinale qualifiziert gewesen.